# Reichenstein (hrad, Horní Falc)
Zřícenina hradu Reichenstein se nachází na stejnojmenném vrchu v katastru obce Schönsee nad obcí Stadlern v hornofalckém okrese Schwandorf v Bavorsku.

## Historie
Horní Falc je region s největším počtem hradů v Německu. V bezprostřední blízkosti Reichsteinu jsou k nalezení hrady Frauenstein poblíž Weidingu, Flossenbürg, Leuchtenberg, Trausnitz, Tännesberg, Gleiritsch (hrad Plassenberg), Haus Murach (Obermurach) a Thanstein. Ve středověku vedly oblastí obchodní cesty na východ do Čech. Z východu se pravidelně opakovaly nájezdy do nově osídlených oblastí bavorské severní župy.
O původu a stavitelích výšinného hradu Reichenstein není nic známo. Pravděpodobně vznikl ve 12. až 13. století nad místním sídelním centrem. Ve 13. století hrad vlastnili čeští páni z Hostouně. V roce 1333 jej koupili zemanové z Leuchtenbergu. 29. května 1350 předali zemanové z Leuchtenbergu svá panství Pleistein a Reichenstein králi Karlu IV. jako léno české koruny.
28. ledna 1366 Reichenstein a Schönsee získal zeman Johann z Leuchtenberka a 23. dubna 1416 byly obě místa prodány rytíři Tobiasovi z Waldau. V roce 1431 dobyli Reichenstein husitské hordy. Vévoda Johann von Neunburg hrad opět dobyl 14. září 1432. V roce 1514 koupili hrad Reichenstein a město Schönsee za 3900 rýnských zlatých Jobst Schlüsselfelder, Hans Reich a Hieronymus Holfelder z Ulrichu, Jörgenu a Sebastiana z Waldau. Jelikož kupní cena ještě nebyla plně zaplacena, prodávající Reichenstein a Schönsee se zavázali zbytek splácet. Dalším majitelem byl Heinrich z Plavna, hrabě zum Hartenstein. Krátce nato se panství Reichenstein-Schönsee dostalo do držení rytíře Thomase Fuchse z Wallburgu. Fuchs také vlastnil panství Schneeberg, Tiefenbach, Frauenstein a Winklarn. Reichenstein-Schönsee a Frauenstein-Winklarn zůstaly v majetku rodu až do 19. století. Správa byla prováděna ze zámečku Winklarn, který byl nově postaven v 16. století.

## Popis
Dodnes se z hradu dochovaly kromě drobných zbytků zdí také několikametrové základy kulatého donjonu.

## Galerie
- Donjon hradu Reichenstein
- Nákres hradu z roku 1906
- Pohled na hradní věž